# Єрмаков Богдан Олександрович
Єрмаков Богдан Олександрович (28 березня 1985, смт. Троїцьке Ворошиловградська область УССР, нині Луганська область Україна) — український художник, поет. Син Єрмакова Олександра В'ячеславовича — художника, дизайнера і громадського діяча.

## Біографія
Художник народився 28 березня 1985 року в невеликому селищі міського типу Троїцьке, в сім'ї художника дизайнера Єрмакова Олександра. З ранніх років виявляв великий інтерес до мистецтва, дуже багато цікавився трипільською культурою внаслідок чого займався гончарством і освоював розпис глиняних виробів. Вчителями були і наставниками такі художники як Ковальчюк Віталій Йосипович, Єрмаков Олександр В'ячеславович. Дуже багато займався саморозвитком черпаючи знання у старих майстрів. Дуже великий вплив зробили роботи таких художників як Клод Моне, Левітан, Айвазовський, Клевер. 2014 році — закінчив Європейську Школу Дизайну місто Київ.

## Виставки
2015 рік — Конкурс UK/RAINE для молодих художників з України та Великої Британії Київ.
- 2016 рік — «Цей дивовижний світ» Будинок художника Київ.
- 2016 рік — «Краса навколо» Будинок художника Київ.
- 2016 рік — «Осіння палітра» Будинок художника Київ.
- 2017 рік — «Пробудження» Будинок художника Київ.
- 2017 рік — «Всеукраїнський фестиваль Писанок» Folk Ukraine Софіївська площа Київ.
- 2017 рік — «XIV Міжнародна виставка — Конкурс Сучасного Мистецтва UKRAINIAN ART WeeK» Будинок художника Київ.
- 2017 рік — Колективна виставка «Улюблений Київ» галерея «Глобус» Київ.
- 2017 рік — «Я — Митець» Будинок художника Київ.
- 2017 рік — «Чудодійне полотно» Будинок художника Київ.
- 2018 рік — «Кольори душі» за підтримки Посольства Латвії Будинок художника Київ.
- 2018 рік — Всеукраїнська виставка НСХУ «Мальовничя Україна» місто Маріуполь.
- 2018 рік — «Миттєвості краси» Будинок художника Київ.
- 2018 рік — «Різдвяні вечори в галереї Глобус» галерея «Глобус» Київ.
- 2019 рік — Персональна виставка[6] «Пори року» Боярський Краєзнавчий Музей[7] місто Боярка[8].
- 2019 рік.— Всеукраїнська виставка НСХУ «Мальовничя Україна» місто Кропивницький.
- 2019 рік.—"Барви світу,Словаччина" за підтримки посольства Словаччини, Будинок художника Київ.
- 2019 рік.—"Барви Світу" Верховна Рада УкраЇни місто КиЇв.
- 2019 рік.—"Світ очіма Художника" Ізки.
- 2020 рік.—"Від Маланки до Йордану"[9]Верховна Рада УкраЇни місто КиЇв.

## Картини
- Пейзаж
  - «Осінній дуб» (2017) — Боярський Краєзнавчий Музей місто Боярка.
  - «Українське поле» (2018) — Велика Британія місто Лондон.
  - «Схили Дніпра в Лютежі» (2018) — Болгарія місто Софія.
  - «Пирогів» (2019) — Український національний музей Чикаго (США).
  - «Осінній ранок в Здоровці» (2020) — Ємільчинський народний краєзнавчий музей[10] (Україна).
  - «Вечір» (2020) — Художній музей імені Куїнджі (Україна).